# Buyengero
Buyengero è un comune del Burundi situato nella provincia di Rumonge con 58.670 abitanti (censimento 2008).

## Geografia antropica

### Suddivisioni amministrative
Il comune è suddiviso in 16 colline.